# 태풍 카눈 (2023년)
2023년 제6호 태풍 카눈(KHANUN), 필리핀에서의 이름 태풍 팰컨(Typhoon Falcon)은 일본 오키나와 제도와 일본 본토를 거쳐 한반도에 상륙해 소멸한 강력한 세력의 불규칙한 이동을 보였던 거대 열대 저기압이다. 6번째로 명명된 열대 저기압이자 2023년 태풍 중 4번째 주요 태풍이다. 태풍 카눈은 태평양 해상의 작은 저기압에서 시작되었다. 8월 1일 필리핀해 해상에서 사피어-심프슨 허리케인 등급 4등급에 해당하는 태풍으로 급격하게 발달했다가 눈벽 대체 순환을 거쳤다. 카눈은 오키나와 제도에 가까워지면서 세력이 약간 약화되었으나 매우 강력한 폭풍우를 몰아왔다. 카눈은 이후 거의 움직이지 않는 채 구름 상층부가 온난화되며 태풍의 눈이 약해지기 시작했다. 카눈이 한반도에 접근하면서 지속적으로 세력이 약화되었고, 한반도에서는 거제도 인근에 상륙했다. 카눈은 한반도 내륙에 진입하자 급격히 약화되어 얼마 지나지 않아 소멸했다.
태풍 카눈으로 오키나와현의 30%에 달하는 약 22만 가구가 정전 피해를 입었다. 오키나와섬 북동쪽에 있는 아마미 군도에서는 최소 7천채의 주택에 정전 피해가 발생했다. 이시가키섬 해역에서는 화물선 신하이저우 2호가 폭풍우로 인한 거친 파도로 배가 반으로 쪼개져 침몰하는 피해가 발생했다. 태풍 카눈으로 한국에서는 여러 항공편이 결항되었다. 한국 정부는 세계 스카우트 연맹과 논의 끝에 전라북도 부안군에서 개최된 제25회 세계 스카우트 잼버리를 중단하기로 결정했다. 태풍 카눈은 1951년 기록이 시작된 이래 한반도를 남에서 북으로 완전히 관통한 최초의 태풍이다. 한국 전역에서 40,530명이 정전 피해를 입었다. 또한 159개 시설이 피해를 입었다. 북한에서도 국영언론을 통해 카눈으로 경미한 피해를 입었다고 보도되었다. 태풍으로 총 8명이 사망하였으며, 139명이 부상을 입었고 피해액은 총 794만 달러에 이른다.

## 태풍의 진행
태풍 카눈은 중국 근처에서 최전성기를 맞이하고 일본 오키나와현에 큰 피해를 안고 대한민국 경상남도 거제시로 상륙해서 충청북도로 빠졌다. 경기도 근처에서 열대저압부로 소멸됐다.
2023년 10월 27일에 발표된 일본 기상청의 2023년 제6호 태풍 카눈(KHANUN)의 사후해석에서 8월 10일 9시에 중심기압 980hPa, 최대풍속 23m/s의 세력으로 대한민국 경상남도 거제시를 스치고 지나 한반도에 상륙한 뒤 8월 10일 15시에 대한민국 경상북도 상주시 이안면에서 중심기압 986hPa의 온대저기압으로 변질된 것으로 수정되었다. 속보치의 수명보다 짧아졌고 한반도 관통 진로는 취소되었다.

## 같이 보기
- 태풍 사라 (1959년)
- 태풍 프라피룬 (2000년)
- 태풍 사오마이 (2000년)
- 태풍 루사
- 태풍 에위니아 (2006년)
- 태풍 곤파스 (2010년)
- 태풍 카눈 (2012년)
- 태풍 볼라벤 (2012년)
- 태풍 솔릭 (2018년)
- 태풍 힌남노